# Лижні перегони на зимових Олімпійських іграх 1984
Змагання з лижних перегонів на зимових Олімпійських іграх 1984 року тривали з 9 до 19 лютого в лижно-біатлонному комплексі Велико Поле в Іґмані (СФРЮ). Розіграли 8 комплектів нагород (по 4 чоловіки та жінки). Вперше до програми ігор увійшли перегони на 20 км серед жінок.
Серед чоловіків по дві золоті нагороди здобули шведи Гунде Сван та Томас Вассберг. Серед жінок тріумфально виступила Мар'я-Лійса Хямяляйнен, яка перемогла на всіх трьох особистих дистанціях.
Однією з головних несподіванок стала невдача жіночої збірної СРСР естафеті. Перед тим радянські лижниці вигравали медалі на всіх семи Олімпійських іграх від 1956 року (три золотих, три срібних і одну бронзову). За збірну СРСР виступали Юлія Степанова, Любов Лядова, Надія Бурлакова та Раїса Сметаніна, які посіли 4-те місце, програвши майже 20 секунд бронзовим призеркам із Фінляндії. Наступного разу радянські/російські лижниці залишилися без медалей в естафеті на Олімпійських іграх 2002 року (через дискваліфікації Росія взагалі не зуміла виставити команду), перед тим здобувши 4 перемоги підряд у 1988, 1992, 1994 та 1998 роках. Натомість збірна Чехословаччини виграла медаль у жіночій естафеті єдиний раз у своїй історії.

## Розклад
| День    | Дата                 | Змагання            |
| ------- | -------------------- | ------------------- |
| День 2  | Четвер, 9 лютого     | 10 км (жінки)       |
| День 3  | П'ятниця, 10 лютого  | 30 км (чоловіки)    |
| День 5  | Неділя, 12 лютого    | 5 км (жінки)        |
| День 6  | Понеділок, 13 лютого | 15 км (чоловіки)    |
| День 8  | Середа, 15 лютого    | Естафета (жінки)    |
| День 9  | Четвер, 16 лютого    | Естафета (чоловіки) |
| День 11 | Субота, 18 лютого    | 20 км (жінки)       |
| День 12 | Неділя, 19 лютого    | 50 км (чоловіки)    |

## Чемпіони та призери

### Таблиця медалей
| Місце               | Країна               | Золото | Срібло | Бронза | Загалом |
| ------------------- | -------------------- | ------ | ------ | ------ | ------- |
| 1                   | Фінляндія (FIN)      | 3      | 1      | 4      | 8       |
| 2                   | Швеція (SWE)         | 3      | 1      | 1      | 5       |
| 3                   | СРСР (URS)           | 1      | 4      | 0      | 5       |
| 4                   | Норвегія (NOR)       | 1      | 1      | 2      | 4       |
| 5                   | Чехословаччина (TCH) | 0      | 1      | 1      | 2       |
| Загалом (5 збірних) | Загалом (5 збірних)  | 8      | 8      | 8      | 24      |

### Чоловіки
| Дисципліна       | Золото                                                           | Золото    | Срібло                                                                         | Срібло    | Бронза                                                                 | Бронза    |
| ---------------- | ---------------------------------------------------------------- | --------- | ------------------------------------------------------------------------------ | --------- | ---------------------------------------------------------------------- | --------- |
| 15 км            | Гунде Сван · Швеція                                              | 41:25.6   | Акі Карвонен · Фінляндія                                                       | 41:34.9   | Харрі Кірвесньємі · Фінляндія                                          | 41:45.6   |
| 30 км            | Микола Зімятов · СРСР                                            | 1:28:56.3 | Олександр Зав'ялов · СРСР                                                      | 1:29:23.3 | Гунде Сван · Швеція                                                    | 1:29:35.7 |
| 50 км            | Томас Вассберг · Швеція                                          | 2:15:55.8 | Гунде Сван · Швеція                                                            | 2:16:00.7 | Акі Карвонен · Фінляндія                                               | 2:17:04.7 |
| естафета 4×10 км | Швеція (SWE) Томас Вассберг Бенні Колберг Ян Оттоссон Гунде Сван | 1:55:06.3 | СРСР (URS) Олександр Батюк Олександр Зав'ялов Володимир Нікітін Микола Зімятов | 1:55:16.5 | Фінляндія (FIN) Карі Рістанен Юха Міето Харрі Кірвесньємі Акі Карвонен | 1:56:31.4 |

### Жінки
| Дисципліна      | Золото                                                                    | Золото    | Срібло                                                                           | Срібло    | Бронза                                                                               | Бронза    |
| --------------- | ------------------------------------------------------------------------- | --------- | -------------------------------------------------------------------------------- | --------- | ------------------------------------------------------------------------------------ | --------- |
| 5 км            | Мар'я-Лійса Хямяляйнен · Фінляндія                                        | 17:04.0   | Беріт Еунлі · Норвегія                                                           | 17:14.1   | Квета Єриова · Чехословаччина                                                        | 17:18.3   |
| 10 км           | Мар'я-Лійса Хямяляйнен · Фінляндія                                        | 31:44.2   | Раїса Сметаніна · СРСР                                                           | 32:02.9   | Бріт Петтерсен · Норвегія                                                            | 32:12.7   |
| 20 км           | Мар'я-Лійса Хямяляйнен · Фінляндія                                        | 1:01:45.0 | Раїса Сметаніна · СРСР                                                           | 1:02:26.7 | Анне Ярен · Норвегія                                                                 | 1:03:13.6 |
| естафета 4×5 км | Норвегія (NOR) Інґер Гелене Нюбротен Анне Ярен Бріт Петтерсен Беріт Еунлі | 1:06:49.7 | Чехословаччина (TCH) Дагмар Швубова Бланка Паулу Габріела Свободова Квета Єріова | 1:07:34.7 | Фінляндія (FIN) Піркко Мяяття Ейя Хюютіяйнен Марйо Матікайнен Мар'я-Лійса Хямяляйнен | 1:07:36.7 |

### Країни-учасниці
У змаганнях з лижних перегонів на Олімпійських іграх у Сараєво взяли участь спортсмени 32-х країн.
- Аргентина
- Австралія
- Австрія
- Болгарія
- Канада
- Китай
- Китайський Тайбей
- Коста-Рика
- Чехословаччина
- НДР
- Фінляндія
- Франція
- Велика Британія
- Греція
- Ісландія
- Італія
- Японія
- Ліхтенштейн
- Монголія
- Норвегія
- Польща
- Румунія
- Сан-Марино
- Південна Корея
- СРСР
- Іспанія
- Швеція
- Швейцарія
- Туреччина
- США
- Західна Німеччина
- Югославія